# Dos (Rumunia)
Dos – wieś w Rumunii, w okręgu Alba, w gminie Vidra. W 2011 roku liczyła 66 mieszkańców.